# Lachemilla verticillata
Lachemilla verticillata là loài thực vật có hoa trong họ Hoa hồng. Loài này được (Fielding & Gardner) Rothm. mô tả khoa học đầu tiên năm 1937.